# Марлен
- Марлен — женское и мужское имя. Получено путём слияния имен Мария и Магдалена[1][неавторитетный источник].

Есть так же и валлийский вариант имени Марлен. Мужское имя Марлен является вариантом Merlin (валлийский), и смысл Мерлен является «морская крепость».
Имя ребёнка Мерлен звучит как Marlen и Мерлин. Другие подобные детские имена являются Меллен, Мерле и Merven.
- Марлен (фильм)
- Марлен (фильм, 2000)
- Марлен (телесериал)
- (1010) Марлен — астероид, открытый в 1923 году и названный в честь Марлен Дитрих